# Бенндорф, Отто
Отто Бенндорф (нем. Otto Benndorf; 13 сентября 1838, Грайц — 2 января 1907 Вена) — немецко-австро-венгерский археолог XIX века. Отец физика Ханса Бенндорфа (1870—1953).

## Биография
Отто Бенндорф родился в немецком городе Грайце в 1838 году.
Учился у археологов и филологов Фридриха Готлиба (Friedrich Gottlieb Welcker (1784—1868), Отто Яна (1813—1869) и Фридриха Ричля (1806—1876) в Боннском университете.
Позже, он работал в качестве инструктора в гимназии Шульпфорта где одним из его учеников был Фридрих Ницше. С 1864 по 1868 год он был членом научной экспедиции обошедшую Италию (Рим), Сицилия), Грецию и Малую Азию.
В 1868 году получил степень кандидата наук в Гёттингенском университете под руководством немецкого археолога Фридриха Визелера (1811—1892).
В 1869 году он стал адъюнкт-профессором археологии Цюрихского университета, переведен в Мюнхенский университет Людвига-Максимилиана в 1871 году и в Пражский Карлов университет в следующем году.
Вместе с немецкими археологами Александром Конце и Георгом Ниманом он предпринял вторую австрийскую экспедицию на остров Самотраки (1875). Двумя годами позже он сменил Конце на кафедре археологии Венского университета. Среди его студентов были Михаил Иванович Ростовцев (1870—1952), Юлиус фон Шлоссер (1866—1938) и Франц Студницка (1860—1929).
В 1881-82 годах он раскопал так называемый «Ироон Гёлбаши — Триса» в Ликии и отправил более 100 ящиков археологических материалов в Музей истории искусств в Вене. С Карлом Хуманом (1839—1896) он организовал раскопки в Эфесе (1895).
В 1898 году он основал Австрийский археологический институт и служил его директором до самой своей смерти в 1907 году.
В том же году был основан Австрийский археологический институт в Афинах.

## Семья
Был женат на Софи Вагнер, дочери Рудольфа Вагнера.
Их сын, Ханс Бенндорф (1870-1953) — австрийский физик, сейсмолог.